# Кашина (Империја)
Кашина је насеље у Италији у округу Империја, региону Лигурија.
Према процени из 2011. у насељу је живело 14 становника. Насеље се налази на надморској висини од 456 м.